# 木曜ナイトドラマ
『木曜ナイトドラマ』（もくようナイトドラマ）は、2008年10月2日から2011年3月31日まで、読売テレビを制作局として、日本テレビ系列で毎週木曜23:58 - 翌0:38（JST、特別編成等で遅延の場合もあり）に放送されていた連続ドラマ枠である。ハイビジョン制作・字幕放送。

## 概要
同枠は長らく『バリューナイト』枠として、読売テレビ制作のバラエティ番組が放送されてきたが、慢性的な視聴率低迷もあり、2008年10月を以って連続ドラマ枠へと移行した。バリューナイト枠では以前にも『アフリカのツメ』のようにドラマ仕立てのバラエティ番組は存在していたが、本格的な連続ドラマが放送されるのは初めてのことである。また同枠でバラエティ以外の番組が放送されるのは、2006年4月から2007年3月まで水曜枠で放送されていたアニメ『NANA』以来となる。
同局が全国ネットの連続ドラマを制作するのは月曜22時台の連続ドラマが終了して以来5年ぶりのことであり、同局社長が2008年の年頭会見にて語った「今年中にも連続ドラマ枠を復活させたい」という念願が実現した形となった。
第1弾の『夢をかなえるゾウ』、第2弾の『リセット』では、共に初回放送当日に連続ドラマ版に先駆ける形で、内容が連動した同名の単発ドラマがゴールデンタイムに放送された。また、『夢をかなえるゾウ』と第7弾の『プロゴルファー花』は3ヶ月間を通した連続ストーリーであったが、『リセット』以後の作品の殆どは一話完結形式である。第4弾の『猿ロック』は、1つのエピソードを複数回にわたって放送する形式をとった。通常のドラマ枠と違い、作品ごとに話数にバラつきがあり、作品によっては改編期を跨ぐことも見られた。
第5弾の『傍聴マニア09〜裁判長!ここは懲役4年でどうすか〜』までは、漫画や小説を原作としていたが、第6弾の『連続ドラマ小説 木下部長とボク』で初のオリジナル作品となった。
毎年冬クールは吉本興業所属タレントが主演するドラマ作品が制作されており、この体制は後継の『木曜ミステリーシアター』『木曜ドラマ』にも引き継がれた。
バリューナイト枠で初めて全国ネットのスポンサー（KDDI、前半のみ）が付いた。提供クレジットはカラー表示である。なお、『木曜ナイトドラマ』の名称は放送局のホームページ内の番組表やEPG（電子番組表）、そして『リセット』以降の公式サイトのみに使用されており、実際放送されている番組内やスポットCMなどでは単に「連続ドラマ」と表記されている。
第10弾の『示談交渉人 ゴタ消し』を最後に、2011年4月からは『木曜ミステリーシアター』として、ミステリーに特化したオリジナルドラマを放送する枠にリニューアルされた。
プライム枠の連続ドラマとは異なり、番組改編時期（期首・期末）の特番編成により休むことはなく、放送休止があっても年末年始特番編成の時期だけであったため、1作品12-13回（プライム枠は10回前後）の作品が主である。

## 作品リスト

### 2008年
- 夢をかなえるゾウ（10月2日 - 12月25日、全13話）
  - 原作：水野敬也（飛鳥新社刊）
  - 制作協力：ケイファクトリー
  - 主演：水川あさみ

### 2009年
- リセット（1月15日 - 4月16日、全14話）
  - 原作：山本まゆり（講談社講談社漫画文庫刊）
  - 制作プロダクション：THE WORKS
  - 主演：田中直樹
- LOVE GAME（4月23日 - 7月16日、全13話）
  - 原作：安達元一（幻冬舎刊）
  - 制作協力：ファインエンターテイメント
  - 主演：釈由美子
- 猿ロック（7月23日 - 10月15日、全13話）
  - 原作：芹沢直樹（講談社週刊ヤングマガジン掲載）
  - 制作プロダクション：ROBOT
  - 主演：市原隼人
- 傍聴マニア09〜裁判長!ここは懲役4年でどうすか〜（10月22日 - 12月24日、全10話）
  - 原作：北尾トロ（文藝春秋文春文庫刊）
  - 制作プロダクション：テレビマンユニオン
  - 主演：向井理

### 2010年
- 連続ドラマ小説 木下部長とボク（1月14日 - 4月1日、全12話）
  - 制作プロダクション：ファイブコミュニケーション、トータルメディアコミュニケーション
  - 制作協力：吉本興業
  - 主演：板尾創路
- プロゴルファー花（4月8日 - 7月8日、全13話）
  - 制作協力：アットムービー
  - 主演：加藤ローサ
- 日本人の知らない日本語（7月15日 - 9月30日、全12話）
  - 原作：海野凪子（原案）・蛇蔵（構成・作画）（KADOKAWA刊）
  - 制作プロダクション：ROBOT
  - 主演：仲里依紗
- FACE MAKER（10月7日 - 12月30日、全13話）
  - 制作協力：MMJ
  - 主演：永井大

### 2011年
- 示談交渉人 ゴタ消し（1月6日 - 3月31日、全13話）
  - 原作：大沢俊太郎（集英社スーパージャンプ掲載）
  - 制作プロダクション：ジャパンプロデュース
  - 制作協力：吉本興業
  - 主演：西野亮廣（キングコング）

## ネット局
当枠は下記に掲載の日本テレビ系列30局全局で放送されていた。
| 放送対象地域   | 放送局                                       | 系列                                           | 放送曜日・時間     |
| -------------- | -------------------------------------------- | ---------------------------------------------- | ------------------ |
| 近畿広域圏     | 読売テレビ（ytv） 『木曜ナイトドラマ』制作局 | 日本テレビ系列                                 | 木曜23:58 - 翌0:38 |
| 関東広域圏     | 日本テレビ（NTV）                            | 日本テレビ系列                                 | 木曜23:58 - 翌0:38 |
| 北海道         | 札幌テレビ（STV）                            | 日本テレビ系列                                 | 木曜23:58 - 翌0:38 |
| 青森県         | 青森放送（RAB）                              | 日本テレビ系列                                 | 木曜23:58 - 翌0:38 |
| 岩手県         | テレビ岩手（TVI）                            | 日本テレビ系列                                 | 木曜23:58 - 翌0:38 |
| 宮城県         | ミヤギテレビ（MMT）                          | 日本テレビ系列                                 | 木曜23:58 - 翌0:38 |
| 秋田県         | 秋田放送（ABS）                              | 日本テレビ系列                                 | 木曜23:58 - 翌0:38 |
| 山形県         | 山形放送（YBC）                              | 日本テレビ系列                                 | 木曜23:58 - 翌0:38 |
| 福島県         | 福島中央テレビ（FCT）                        | 日本テレビ系列                                 | 木曜23:58 - 翌0:38 |
| 山梨県         | 山梨放送（YBS）                              | 日本テレビ系列                                 | 木曜23:58 - 翌0:38 |
| 新潟県         | テレビ新潟（TeNY）                           | 日本テレビ系列                                 | 木曜23:58 - 翌0:38 |
| 長野県         | テレビ信州（TSB）                            | 日本テレビ系列                                 | 木曜23:58 - 翌0:38 |
| 静岡県         | 静岡第一テレビ（SDT）                        | 日本テレビ系列                                 | 木曜23:58 - 翌0:38 |
| 富山県         | 北日本放送（KNB）                            | 日本テレビ系列                                 | 木曜23:58 - 翌0:38 |
| 石川県         | テレビ金沢（KTK）                            | 日本テレビ系列                                 | 木曜23:58 - 翌0:38 |
| 福井県         | 福井放送（FBC）                              | 日本テレビ系列／テレビ朝日系列                 | 木曜23:58 - 翌0:38 |
| 中京広域圏     | 中京テレビ（CTV）                            | 日本テレビ系列                                 | 木曜23:58 - 翌0:38 |
| 鳥取県・島根県 | 日本海テレビ（NKT）                          | 日本テレビ系列                                 | 木曜23:58 - 翌0:38 |
| 広島県         | 広島テレビ（HTV）                            | 日本テレビ系列                                 | 木曜23:58 - 翌0:38 |
| 山口県         | 山口放送（KRY）                              | 日本テレビ系列                                 | 木曜23:58 - 翌0:38 |
| 徳島県         | 四国放送（JRT）                              | 日本テレビ系列                                 | 木曜23:58 - 翌0:38 |
| 香川県・岡山県 | 西日本放送（RNC）                            | 日本テレビ系列                                 | 木曜23:58 - 翌0:38 |
| 愛媛県         | 南海放送（RNB）                              | 日本テレビ系列                                 | 木曜23:58 - 翌0:38 |
| 高知県         | 高知放送（RKC）                              | 日本テレビ系列                                 | 木曜23:58 - 翌0:38 |
| 福岡県         | 福岡放送（FBS）                              | 日本テレビ系列                                 | 木曜23:58 - 翌0:38 |
| 長崎県         | 長崎国際テレビ（NIB）                        | 日本テレビ系列                                 | 木曜23:58 - 翌0:38 |
| 熊本県         | くまもと県民テレビ（KKT）                    | 日本テレビ系列                                 | 木曜23:58 - 翌0:38 |
| 大分県         | テレビ大分（TOS）                            | 日本テレビ系列／フジテレビ系列                 | 木曜23:58 - 翌0:38 |
| 宮崎県         | テレビ宮崎（UMK）                            | フジテレビ系列／日本テレビ系列／テレビ朝日系列 | 木曜23:58 - 翌0:38 |
| 鹿児島県       | 鹿児島読売テレビ（KYT）                      | 日本テレビ系列                                 | 木曜23:58 - 翌0:38 |

## その他
- 読売テレビでは毎週月曜日から水曜日の10時25分より再放送されている。なお、木曜日は『木曜ミステリーシアター』の前週に放送された分が再放送されている。